# Liste des épisodes de Code Quantum

Cette page recense la liste des épisodes de la série télévisée Code Quantum. Code Quantum est une série américaine qui a été diffusée de mars 1989 à mai 1993 sur la chaîne NBC.

## Synopsis de la série
En 1999, le docteur Samuel Beckett dit Sam, scientifique de génie, termine une expérience temporelle… et son esprit disparaît dans le passé. Désormais, il voyage dans le temps en sautant d'époque en époque, d'endroit en endroit, dans la peau de personnes plus ou moins ordinaires, hommes, femmes, parfois animaux, afin de corriger des erreurs plus ou moins graves dans la vie des gens. Sam Beckett n'a aucun contrôle sur le lieu et la date de son prochain saut dans le temps.
Dans sa mission qui à son avis lui a été confiée par Dieu, bien qu'une autre hypothèse apparaisse cependant dans Mirror Image, le dernier épisode de la série.
Il est secondé par Al Calavicci, un collègue qui est présent sous forme d'hologramme. Al tient dans sa main un terminal, « l'Interrogateur », une sorte de grosse calculatrice illuminée, qui le met en contact avec Ziggy, « l'ordinateur hybride parallèle » (dixit le monologue d'introduction de la série), conçu par Sam alors qu'il commençait à travailler sur son projet.

## Liste des épisodes

### Première saison (1989)
| No   | Titre français              | Titre original                                        | Date de transmutation | Code de production |
| ---- | --------------------------- | ----------------------------------------------------- | --------------------- | ------------------ |
| 1-01 | Pilote                      | Genesis: Part One et Genesis: Part Two (deux parties) | 13 septembre 1956     | 101                |
| 1-02 | Amours croisées             | Star-Crossed                                          | 15 juin 1972          | 104                |
| 1-03 | La Main droite du Seigneur  | The Right Hand of God                                 | 24 octobre 1974       | 103                |
| 1-04 | Le défi est lancé           | How the Tess Was Won                                  | 5 août 1956           | 105                |
| 1-05 | Veule mais pas trop         | Double Identity                                       | 8 novembre 1965       | 102                |
| 1-06 | Miss Melny et son chauffeur | The Color of Truth                                    | 8 août 1955           | 107                |
| 1-07 | Le Kamikaze hilarant        | Camikazi Kid                                          | 6 juin 1961           | 108                |
| 1-08 | Un homme à abattre,         | Play It Again, Seymour                                | 14 avril 1953         | 106                |

### Deuxième saison (1989-1990)
| No   | Titre français               | Titre original                 | Date de transmutation | Code de production |
| ---- | ---------------------------- | ------------------------------ | --------------------- | ------------------ |
| 2-01 | La Maure aux trousses        | Honeymoon Express              | 27 avril 1960         | 208                |
| 2-02 | L'Enfer du disco             | Disco Inferno                  | 1er avril 1976        | 201                |
| 2-03 | Retour vers un futur         | The Americanization of Machiko | 4 août 1953           | 203                |
| 2-04 | Le Cheval d'Éon              | What Price Gloria?             | 16 octobre 1961       | 109                |
| 2-05 | L'Amour aveugle              | Blind Faith                    | 6 février 1964        | 202                |
| 2-06 | Good Morning, Peoria,        | Good Morning, Peoria           | 9 septembre 1959      | 205                |
| 2-07 | Un seul être vous manque     | Thou Shalt Not...              | 2 février 1974        | 206                |
| 2-08 | Jimmy                        | Jimmy                          | 14 octobre 1964       | 204                |
| 2-09 | Que Dieu me punisse          | So Help Me God                 | 29 juillet 1957       | 207                |
| 2-10 | La Chute de l'étoile         | Catch A Falling Star           | 21 mai 1979           | 210                |
| 2-11 | Histoire de fantôme sournois | A Portrait for Troian          | 7 février 1971        | 110                |
| 2-12 | Le Sauvage                   | Animal Frat                    | 19 octobre 1967       | 213                |
| 2-13 | Dragons et Démons            | Another Mother                 | 30 septembre 1981     | 211                |
| 2-14 | Au bout du rêve              | All Americans                  | 6 novembre 1962       | 214                |
| 2-15 | Course poursuite             | Her Charm                      | 26 septembre 1973     | 212                |
| 2-16 | Aux portes de la mort        | Freedom                        | 22 novembre 1970      | 217                |
| 2-17 | Au revoir, mon ange          | Good Night, Dear Heart         | 9 novembre 1957       | 218                |
| 2-18 | Quitte ou double             | Pool Hall Blues                | 4 septembre 1954      | 216                |
| 2-19 | Un saut sans filet           | Leaping in Without a Net       | 18 novembre 1958      | 215                |
| 2-20 | La Cavale infernale          | Maybe Baby                     | 11 mars 1963          | 219                |
| 2-21 | La Fiancée                   | Sea Bride                      | 3 juin 1954           | 220                |
| 2-22 | Beth                         | M.I.A.                         | 1er avril 1969        | 209                |

### Troisième saison (1990-1991)
| No   | Titre français                         | Titre original                 | Date de transmutation |
| ---- | -------------------------------------- | ------------------------------ | --------------------- |
| 3-01 | La Famille avant tout, première partie | The Leap Home: Part One        | 25 novembre 1969      |
| 3-02 | La Famille avant tout, deuxième partie | The Leap Home: Part Two        | 7 avril 1970          |
| 3-03 | Au nom du père                         | Leap of Faith                  | 19 août 1963          |
| 3-04 | La Corde raide                         | One Strobe over the Line       | 15 juin 1965          |
| 3-05 | Le Diable par la queue                 | The Boogieman                  | 31 octobre 1964       |
| 3-06 | Miss Sucre en poudre                   | Miss Deep South                | 7 juin 1958           |
| 3-07 | L'amour n'a pas de couleur             | Black on White on Fire         | 11 août 1965          |
| 3-08 | Quand Harry rencontre Maggie           | The Great Spontini             | 9 mai 1974            |
| 3-09 | La Belle et l'équipée sauvage          | Rebel Without a Clue           | 1er septembre 1958    |
| 3-10 | Miracle à New York                     | A Little Miracle               | 24 décembre 1962      |
| 3-11 | La Chute                               | Runaway                        | 4 juillet 1964        |
| 3-12 | La Future Maman,                       | 8 ½ Month                      | 15 novembre 1955      |
| 3-13 | Futur Boy                              | Future Boy                     | 6 octobre 1957        |
| 3-14 | Que la danse commence                  | Private Dancer                 | 6 octobre 1979        |
| 3-15 | Lorraine                               | Piano Man                      | 10 novembre 1985      |
| 3-16 | Amour à vendre                         | Southern Comforts              | 4 août 1961           |
| 3-17 | Concert hard rock                      | Glitter Rock                   | 12 avril 1974         |
| 3-18 | Prime de risques                       | A Hunting We Will Go           | 18 juin 1976          |
| 3-19 | Le Couloir de la mort                  | Last Dance Before an Execution | 12 mai 1971           |
| 3-20 | Cœur de catcheur                       | Heart of a Champion            | 23 juillet 1955       |
| 3-21 | La Piscine atomique                    | Nuclear Family                 | 26 octobre 1962       |
| 3-22 | Choc en retour                         | Shock Theater                  | 3 octobre 1954        |

### Quatrième saison (1991-1992)
| No   | Titre français                   | Titre original          | Date de transmutation |
| ---- | -------------------------------- | ----------------------- | --------------------- |
| 4-01 | Bond en arrière                  | The Leap Back           | 15 juin 1945          |
| 4-02 | Le Match de la dernière chance   | Play Ball               | 6 août 1961           |
| 4-03 | L'Ouragan                        | Hurricane               | 17 août 1969          |
| 4-04 | L'Ombre du passé                 | Justice                 | 11 mai 1965           |
| 4-05 | Coiffée au poteau                | Permanent Wave          | 2 juin 1983           |
| 4-06 | Y a-t-il une vie après le viol ? | Raped                   | 20 juin 1980          |
| 4-07 | Singe et astronaute              | The Wrong Stuff         | 24 janvier 1961       |
| 4-08 | Cauchemars                       | Dreams                  | 28 février 1979       |
| 4-09 | Quand l'orage gronde             | A Single Drop of Rain   | 7 septembre 1953      |
| 4-10 | La vie ne tient qu'à une chaîne  | Unchained               | 2 novembre 1956       |
| 4-11 | Être ou ne pas être…             | The Play's the Thing    | 9 septembre 1969      |
| 4-12 | Chasse à l'homme                 | Running for Honor       | 11 juin 1964          |
| 4-13 | Meurtre à Chinatown              | Temptation Eyes         | 1er février 1985      |
| 4-14 | Duel aux douze coups de midi     | The Last Gunfighter     | 28 novembre 1957      |
| 4-15 | Chanson pour une âme en peine    | A Song for the Soul     | 7 avril 1963          |
| 4-16 | Panique à bord                   | Ghost Ship              | 13 août 1956          |
| 4-17 | Le Roi du direct                 | Roberto!                | 27 janvier 1982       |
| 4-18 | L'Ange                           | It's a Wonderful Leap   | 10 mai 1958           |
| 4-19 | Le cauchemar / Tranche de vie    | Moments to Live         | 4 mai 1985            |
| 4-20 | La Malédiction du pharaon        | The Curse of Ptah Hotep | 2 mars 1957           |
| 4-21 | La Crème des hommes              | Stand Up                | 30 avril 1959         |
| 4-22 | Lisa                             | A Leap for Lisa         | 25 juin 1957          |

### Cinquième saison (1992-1993)
| No   | Titre français                     | Titre original                                       | Date de transmutation |
| ---- | ---------------------------------- | ---------------------------------------------------- | --------------------- |
| 5-01 | Lee Harvey Oswald, première partie | Lee Harvey Oswald: Part One                          | 5 octobre 1957        |
| 5-02 | Lee Harvey Oswald, deuxième partie | Lee Harvey Oswald: Part Two                          | 22 novembre 1963      |
| 5-03 | La Mégère et le Marin              | Leaping of the Shrew                                 | 27 septembre 1956     |
| 5-04 | Retour de guerre                   | Nowhere to Run                                       | 10 août 1968          |
| 5-05 | Au douzième coup de minuit         | Killin' Time                                         | 18 juin 1958          |
| 5-06 | Nuit magique                       | Star Light, Star Bright                              | 21 mai 1966           |
| 5-07 | Le Bien et le Mal                  | Deliver Us From Evil                                 | 19 mars 1966          |
| 5-08 | Trilogie 1 : Le Petit Cœur perdu   | Trilogy, Part One : Daughter of Sin/Our Little Heart | 8 août 1955           |
| 5-09 | Trilogie 2 : Par amour pour toi    | Trilogy, Part Two : For Your Love                    | 14 juin 1966          |
| 5-10 | Trilogie 3 : La Dernière Porte     | Trilogy, Part Three : The Last Door                  | 28 juillet 1978       |
| 5-11 | Enchères frauduleuses              | Promised Land                                        | 22 décembre 1971      |
| 5-12 | Un mari pour deux                  | A Tale of Two Sweeties                               | 25 février 1958       |
| 5-13 | Libération des femmes              | Liberation                                           | 16 octobre 1968       |
| 5-14 | Docteur Ruth                       | Dr. Ruth                                             | 25 avril 1985         |
| 5-15 | La nuit sanglante                  | Blood Moon                                           | 10 mars 1975          |
| 5-16 | Le Retour du mal                   | Evil Leaper II                                       | 8 octobre 1956        |
| 5-17 | La Revanche                        | Revenge of the Evil Leaper                           | 16 septembre 1987     |
| 5-18 | Adieu Norma Jean                   | Goodbye Norma Jean                                   | 4 avril 1960          |
| 5-19 | L'Homme préhistorique              | The Beast Within                                     | 6 novembre 1972       |
| 5-20 | Les Tuniques bleues                | The Leap Between the States                          | 20 septembre 1862     |
| 5-21 | Memphis Mélodie                    | Memphis Melody                                       | 3 juillet 1954        |
| 5-22 | Le Grand Voyage                    | Mirror Image                                         | 8 août 1953           |

## Récompenses
- Durant la deuxième saison, Dean Stockwell a remporté le Golden Globe du meilleur acteur dans un second rôle dans une série, une minisérie ou un téléfilm.
- L'épisode Quitte ou double (Pool Hall Blues) a reçu un Emmy Award et l'épisode Au revoir, mon ange (Good Night, Dear Heart) a remporté le Prix Edgar-Allan-Poe pour le scénariste Paul Brown pour le meilleur épisode d'une série télé[2].
- Durant la quatrième saison, Scott Bakula a remporté un Golden Globe en tant que meilleur acteur dans une série télévisée dramatique[3].